# Die Besteigung des Mont Ventoux
Die Besteigung des Mont Ventoux ist ein von Francesco Petrarca geschriebener Bericht seiner Besteigung des französischen Mont Ventoux. Einem auf den 26. April 1336 datierten Brief entnommen, wurde er vermutlich um 1350 von dem italienischen Dichter auf Lateinisch verfasst und in den Epistolae familiares (IV, 1) veröffentlicht. Herausragende kulturhistorische Bedeutung wird dem Bericht als Startpunkt der Renaissance zugerechnet, zeugt er doch in besonderer Weise von Natur- und Selbsterfahrung.

## Inhalt
Der Brief Petrarcas ist an seinen Freund und ehemaligen Beichtvater Dionigi di Borgo San Sepolcro gerichtet in der Absicht, ihm seine inneren Konflikte darzulegen. Er berichtet darin, seit vielen Jahren schon habe er diesen höchsten Berg der Gegend besteigen wollen und habe schließlich durch Livius’ Beschreibung der Haimos-Besteigung von Philipp von Makedonien die Entscheidung getroffen. Mit zwei Dienern und seinem Bruder Gherardo, der ihm als einzig geeigneter Begleiter erschien, bestieg er, genau zehn Jahre nachdem sie Bologna verlassen hatten, den Mont Ventoux. Nach einer Tageswanderung zum Dorf Malaucène am Fuße des Berges begannen sie am Folgetag den Aufstieg. Auf dem Weg nach oben trafen sie einen alten Hirten, der ihnen erzählte, dass er den Berg vor etwa fünfzig Jahren bestiegen hätte und dort nur Felsen und Brombeeren vorfand, weshalb er es seither nicht mehr getan hätte und jedem davon abraten würde. In jugendlichem Eifer davon noch angestachelt, gingen die Brüder weiter, Gherardo auf dem steilen Grat, dem sie folgten, und Petrarca auf einem leichteren, wenn auch längeren Weg. Während der Besteigungen beschreibt er rudimentär seine Umgebung, zieht Verbindungen zur klassischen Literatur und schwingt sich schließlich angesichts der Strapazen vom Körperlichen zum Unkörperlichen hinüber. Schließlich erreichen sie den höchsten Gipfel, „Das Söhnlein“. Von Ausblick und Natur überwältigt, ist er zunächst betäubt. Sein erster gezielter Blick richtet sich sodann wehmütig auf die Heimat Italien, angesichts derer er beginnt, die zehn Jahre seit dem Ende seines Studiums in Bologna zu reflektieren, insbesondere seinen Reifungsprozess, die Entwicklung seines Umfelds und etwas verschleiert seine Beziehung zu Laura. Sodann blickt er mit der Rhone, Marseille und den Cevennen auf das Irdische, um schließlich den Blick nach innen zu richten. So schlug er Augustinus’ Confessiones auf, die er von di Borgo San Sepolcro bekommen hatte, um sich und dem Bruder daraus vorzulesen. Er stieß als erstes auf die Worte: „Und es gehen die Menschen, zu bestaunen die Gipfel der Berge und die ungeheuren Fluten des Meeres und die weit dahinfließenden Ströme und den Saum des Ozeans und die Kreisbahnen der Gestirne, und haben nicht acht ihrer selbst.“  Davon erneut betäubt fordert er, in Ruhe gelassen zu werden. In dem Erlebnis sieht er Parallelen zum Erlebnis des Heiligen Antonius. Sich von der Schönheit des Irdischen abwendend, richtet er das innere Auge auf die Seele, die er als einzig bewundernswert und wirklich groß erkennt. Schweigend wandert er zurück ins Tal, wo die Diener das Abendessen bereiten, während er sich eilig zurückzieht, um das Erlebnis und seine Gemütslage möglichst authentisch festzuhalten.

## Entstehungskontext
Da sein Vater Papstanhänger war, wurde Petrarcas Familie in seiner Kindheit aus Florenz verwiesen. Wie zu dieser Zeit üblich, zogen sie nach Avignon, wobei finanzielle Gründe dazu führten, dass Petrarca mit Mutter und Bruder einige Kilometer außerhalb in Carpentras lebte. Von dort aus hatte er den Mont Ventoux stets vor Augen. Nach dem abgebrochenen Jurastudium kehrte er von Bologna nach Frankreich zurück. Die Faktizität der auf zehn Jahre nach der Rückkehr datierten Besteigung wird allerdings stark bezweifelt. Während einige Details zwar eine grundsätzliche Besteigung vermuten lassen, legt etwa die stilistisch überformte Erzählung des eigenen Reifungsprozesses ein späteres Entstehen nahe. Auch die wesentlich spätere Veröffentlichung und die Wahl des exakten Datums unterstützt die Vermutung der späteren Entstehung um 1350.

## Rezeption und Bedeutung
Besonders Jacob Burckhardt leistete der Rezeption des Berichts als Schlüsselpunkt für die Moderne in seinem epochalen Werk Die Cultur der Renaissance in Italien international erheblich Vorschub: „Vollständig und mit größter Entschiedenheit bezeugt dann Petrarca, einer der frühsten völlig modernen Menschen, die Bedeutung der Landschaft für die erregbare Seele.“ Wenngleich diese Einschätzung nachhaltig weit verbreitet ist, gibt es auch reichlich Studien, die sie relativieren. Insbesondere wird auf frühere Bergbesteigungen mit ästhetisierenden Naturerfahrungen abgestellt. Zudem wurde Petrarca seit dem 19. Jahrhundert von Alpinisten stark rezipiert und beizeiten als Urvater des Alpinismus gehandelt.

## Ausgewählte Zitate
Nobis, ut sunt animi iuvenum monitoribus increduli, crescebat ex prohibitione cupiditas.
- Uns wuchs, ungläubig wie eben jugendliche Herzen Warnern gegenüber sind, am Verbot das Verlangen.

Primum omnium spiritu quodam aeris insolito et spectaculo liberiore permotus, stupenti similis steti.
- Zuerst stand ich, durch den ungewohnten Hauch der Luft und die ganz freie Rundsicht bewegt, einem Betäubten gleich da.

Quae dum mirarer singula et nunc terrenum aliquid saperem, nunc exemplo corporis animum ad altiora subveherem, visum est mihi Confessionum Augustini librum.
- Wie ich nun dies im einzelnen bewunderte und bald mich nach irdischen Dingen erkundigte, bald nach Vorbild des Leibes auch den Geist in höhere Sphären versetzen wollte, kam mir zu Sinn, das Buch der Bekenntnisse des Augustinus aufzuschlagen.

Nihil praeter animum esse mirabile, cui magno nihil est magnum.
- Nichts ist bewundernswert außer der Seele: Im Vergleich zu ihrer Größe ist nichts groß.